# Le Faux Soir

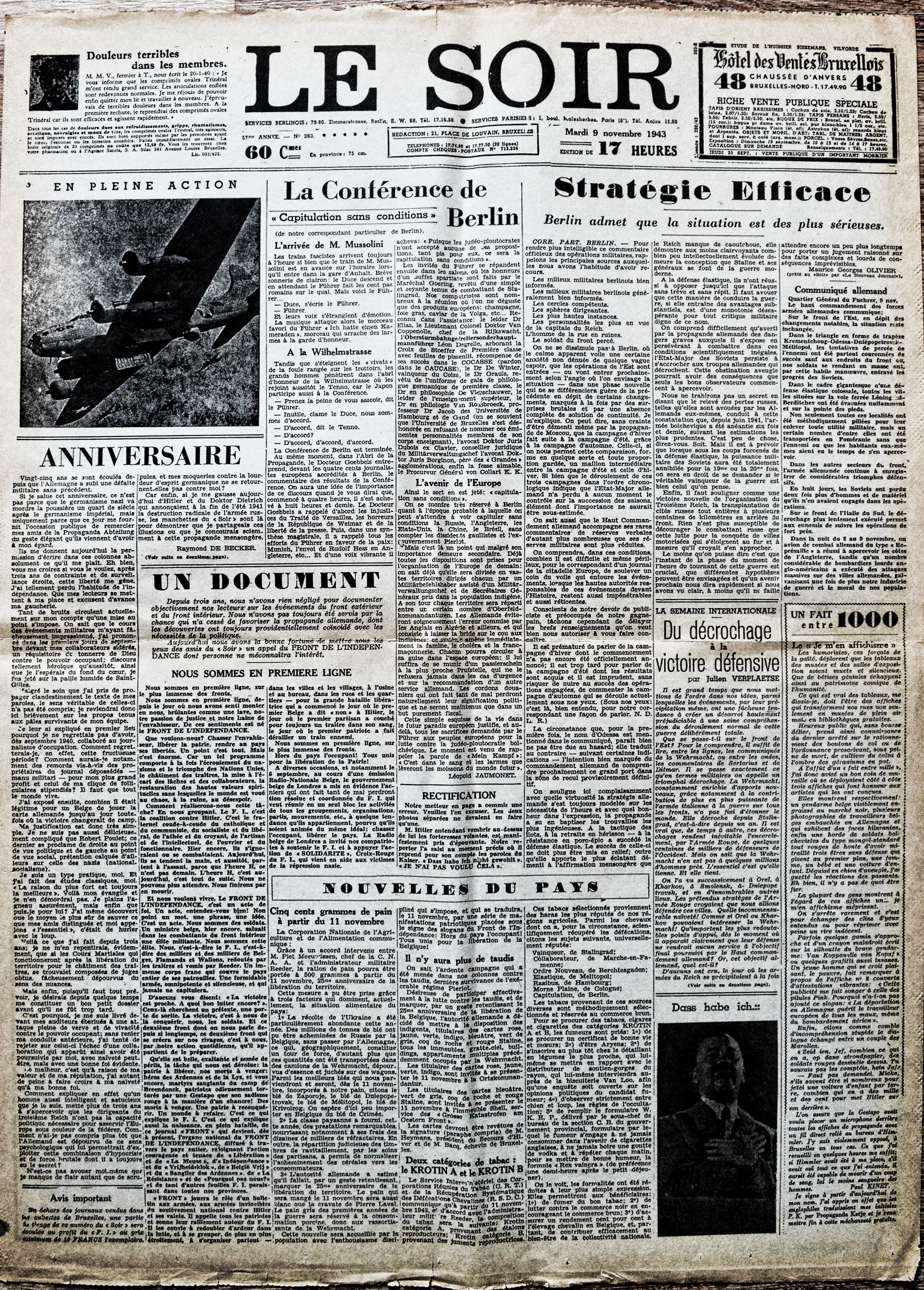
Le Faux Soir vom 9. November 1943 (Vorderseite)

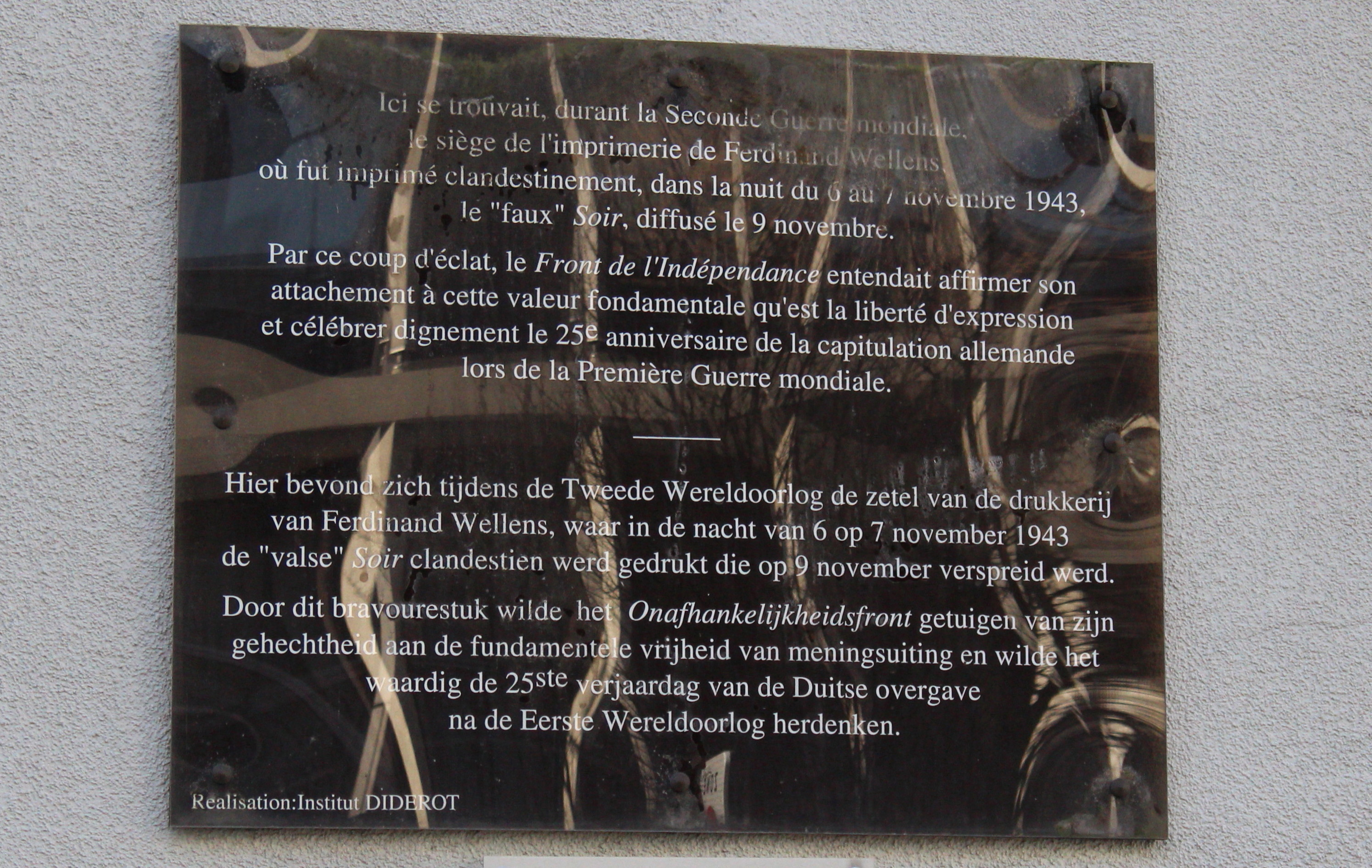
Gedenktafel am Gebäude Rue de Ruysbroeck 35 in Brüssel, wo sich die Druckerei von Wellens befand

Le Faux Soir (deutsch „Der falsche Abend“) war eine satirische Parodie der Zeitung Le Soir, die am 9. November 1943 in dem von Deutschland im Zweiten Weltkrieg besetzten Belgien erschien. Sie wurde von der Front de l’Indépendance (FI), einer Gruppe der belgischen Résistance, herausgegeben und zog die NS-Propaganda ins Lächerliche.

## Vorgeschichte
Am 10. Mai 1940 besetzte die deutsche Wehrmacht Belgien. In der Folge erschien die vorerst letzte Ausgabe der Zeitung Le Soir unter der bisherigen Redaktion am 18. Mai. Ab 14. Juni 1940 wurde Le Soir von einem Redaktionsteam in Diensten der deutschen Besatzer – darunter die Journalisten und Autoren Horace Van Offel und Raymond De Becker sowie der Tim-und-Struppi-Zeichner Hergé – herausgegeben. Die Bevölkerung nannte diese Zeitung den „gestohlenen Soir“ (Le Soir volé). Sie verbreitete deutsche Propaganda und antisemitische Artikel. Der gestohlene Soir soll 1941 eine tägliche Auflage von 250.000 Exemplaren gehabt haben.
Im Frühherbst 1943 äußerte die Front de l’Indépendance (FI) (flämisch: Onafhankelijkheidsfront, OF) in ihrem Bulletin National Interieur den Wunsch, „etwas zu tun“, um den 25. Jahrestag des Waffenstillstands vom November 1918 zu begehen. Der Journalist Marc Aubrion von der FI hatte die Idee, einen falschen Soir mit Zwanze (typisch Brüsseler Humor) herauszugeben. So sollten die Deutschen lächerlich gemacht und die Moral der Belgier gestärkt werden. René Noël, Leiter der Presseabteilung der FI, und weitere Männer schlossen sich der Gruppe an. Sie trafen sich in der Werkstatt des Druckers Pierre Lauwers in Anderlecht, der die Druckplatten für den falschen Soir herstellte. Nach dem Einverständnis von Noël nahm das Projekt bei einer Sitzung im Haus des Malers Léon Navez Gestalt an. Drei Redakteure setzten sich für die Umsetzung des Pastiche ein: Fernand Demany, ehemaliger Herausgeber von Le Soir, Adrien van den Branden de Reeth – stellvertretender Staatsanwalt – und der Rechtsanwalt Pierre Ansiaux. Finanziert wurde das Vorhaben von dem Unternehmer Alfred Fourcroy, der auch für ein Fluchtnetz für alliierte Piloten verantwortlich war. Théo Mullier wurde bei Le Soir volé eingeschleust und übermittelte die Schlagzeile der Zeitung sowie die Liste der von der Zeitung direkt belieferten Kioske, die Lieferzeiten und die Anzahl der üblicherweise abgenommenen Exemplare. Der Kern des Teams bestand aus Anhängern der kommunistischen Bewegung.
Der Widerstandskämpfer Ferdinand Wellens, der bereits Dokumente für die FI gedruckt hatte und dessen Werkstatt sich in Brüssel befand, wurde mit dem Druck beauftragt. Die Auflage wurde auf 50.000 Exemplare festgesetzt, von denen 5.000 in Verkaufsständen verteilt und die übrigen 45.000 heimlich an die verschiedenen Sektionen der FI in Belgien verkauft werden sollten. Die Einnahmen sollten für die Finanzierung von Aktionen der Résistance verwendet werden. Das Layout der Zeitung entsprach dem des gestohlenen Soir.

## Herausgabe der Zeitung
Der Faux Soir wurde in der Nacht zum 7. November in der Rue de Ruysbroeck 35 gedruckt und am 9. November von Freiwilligen an stark frequentierten Kiosken verteilt. Auf den ersten Blick war die falsche Version nicht vom Original zu unterscheiden. Er erschien am 9. November 1943 gegen 4 Uhr nachmittags, zur gleichen Stunde wie die reguläre Ausgabe. Kurz vor der Verteilung der regulären Zeitung erhielt jeder Verteiler ein Paket mit 100 Exemplaren. Um das Päckchen war ein Streifen gewickelt mit der Aufschrift: „Wegen einer technischen Störung wird der restliche Dienst um 18 Uhr wieder aufgenommen.“ Die Perforationen, die den Rand des Papiers markierten, waren abgeschnitten worden, um zu verhindern, dass der Typ der verwendeten Rotationsmaschine erkannt werden konnte. Daher war die falsche Zeitung etwas kleiner als die normale Zeitung. Die Zeitung erschien auf einer beidseitig bedruckten Seite in einer Auflage von 50.000 Exemplaren: 5.000 für die Kioske in Brüssel, 20.000 für die FI-Dienststellen in der Hauptstadt und 15.000 für die im Hennegau. Lüttich wiederum sollte 5.000 Exemplare erhalten, während die übrigen 3.000 Exemplare nach Luxemburg geschickt werden sollten.
Die Gruppe bat die Royal Air Force (RAF), Brüssel zum Zeitpunkt der Verteilung zu überfliegen. Ein Fliegeralarm sollte die Lieferwagen daran hindern, den gestohlenen Soir auszuliefern, und sie baten andere Widerstandskämpfer, die Lieferwagen außer Gefecht zu setzen. Die RAF reagierte nicht, und die Sabotage der Lieferwagen gelang nur zum Teil.
In den Artikeln des falschen Soir wurden verschiedene Schlüsselfiguren lächerlich gemacht: Raymond De Becker, Direktor der Zeitung, Pierre Daye, rexistischer ehemaliger Senator und ehemaliger Journalist und Weltenbummler, die Anführer von Rex und die führenden Persönlichkeiten des flämischen Nationalismus, in der Tradition des typischen Brüsseler Humors Zwanze. Die Parodie löste bei den Brüsselern Gelächter aus und verbreitete sich im ganzen Land. Einige lachten herzhaft in der Öffentlichkeit, andere versteckten schnell ihr Exemplar aus Angst vor Vergeltung. Die Zeitungsverkäufer reagierten unterschiedlich: Einige nahmen den Verkauf auf, andere versteckten die Exemplare oder ließen den Käufer zwischen dem falschen Soir und dem gestohlenen Soir wählen. Das Echo erreichte sogar London, wo die Presse einige der geheimen Artikel übersetzte. In Lyon inspirierte sie am 31. Dezember 1943 eine Ausgabe des faux Nouvelliste.

## Auszüge aus dem Text
Blickfang der Titelseite ist oben links das Bild einer Boeing B-17, eines amerikanischen Bombers. Unten rechts sieht man ein Foto von Adolf Hitler, der die Augen zum Himmel schlägt mit den Worten „Dass habe ich.::“. In der Mitte der Seite befindet sich eine „Richtigstellung“, nach der beide Fotos hätten nebeneinander stehen sollen, der Setzer habe einen Fehler gemacht. Das Zitat von Hitler nehme Bezug auf die Worte von Kaiser Wilhelm II.: „Das habe ich nicht gewollt.“
Unter der Überschrift „La Conférence de Berlin“ war zu lesen, dass faschistische Züge immer pünktlich seien, der Zug von Monsieur Mussolini sogar vor seiner Zeit in Berlin angekommen sei. „Duce“, habe der „Führer“ gerufen, und dieser mit „Führer“ geantwortet. In der „Wilhelmstraße“ (Reichskanzlei) habe der Führer den Tennō (japanischer Kaiser) gebeten, sich zu setzen, aber Mussolini habe geantwortet: „Unnötig, wir sind einverstanden.“ „Einverstanden“, habe der Tennō gesagt. „Einverstanden“? – „Einverstanden, einverstanden, einverstanden.“ Die Gäste seien reichlich bewirtet worden, unter ihnen hätten sich auch Landsleute befunden wie etwa „Obersturmbahngefreitersonderhauptmannführer“ Léon Degrelle (ein belgischer Faschist).
Es wurde berichtet, dass es ab sofort zwei Tabaksorten gebe, nämlich Krotin A und Krotin B, die eine Sorte basiere auf den Hinterlassenschaften von Hengsten, die andere auf denen von Stuten: „Crottin“ lautet das französische Wort für Tierexkremente. Unter den Pferden befänden sich solche weltweit bekannten wie Vainqueur („Sieger“, aus Stalingrad), Ordre Nouveau („neue Ordnung“, aus Berchtesgaden) und Capitulation (aus Berlin).
In einem weiteren Artikel machen sich die Macher der Zeitung über den „Igel-Rückzug“ der Deutschen sowie den „Stachelschwein-Widerstand“ der Russen lustig. Es zeige, dass die Kriegsführung der Russen „intellektuell wenig entwickelt“ sei. Diese Art der Kriegsführung sei trotz ihrer wesentlichen Vorteile für jeden Militärkritiker, der diesen Namen verdiene, hoffnungslos eintönig. Es sei schwer zu verstehen, „dass der sowjetische Generalstab darauf beharrt, den deutschen Truppen, die sich zurückziehen, nach vorne zu folgen. Dieser blinde Eigensinn könnte Folgen haben, wie allein gute Beobachter zu erkennen beginnen“.
Unten links auf der Vorderseite befand sich ein kleiner, aber „wichtiger Hinweis“ (Avis important), dass der Erlös aus dem Verkauf dieser Zeitung der Front de l’Indépendance zugutekomme.

## Die Folgen

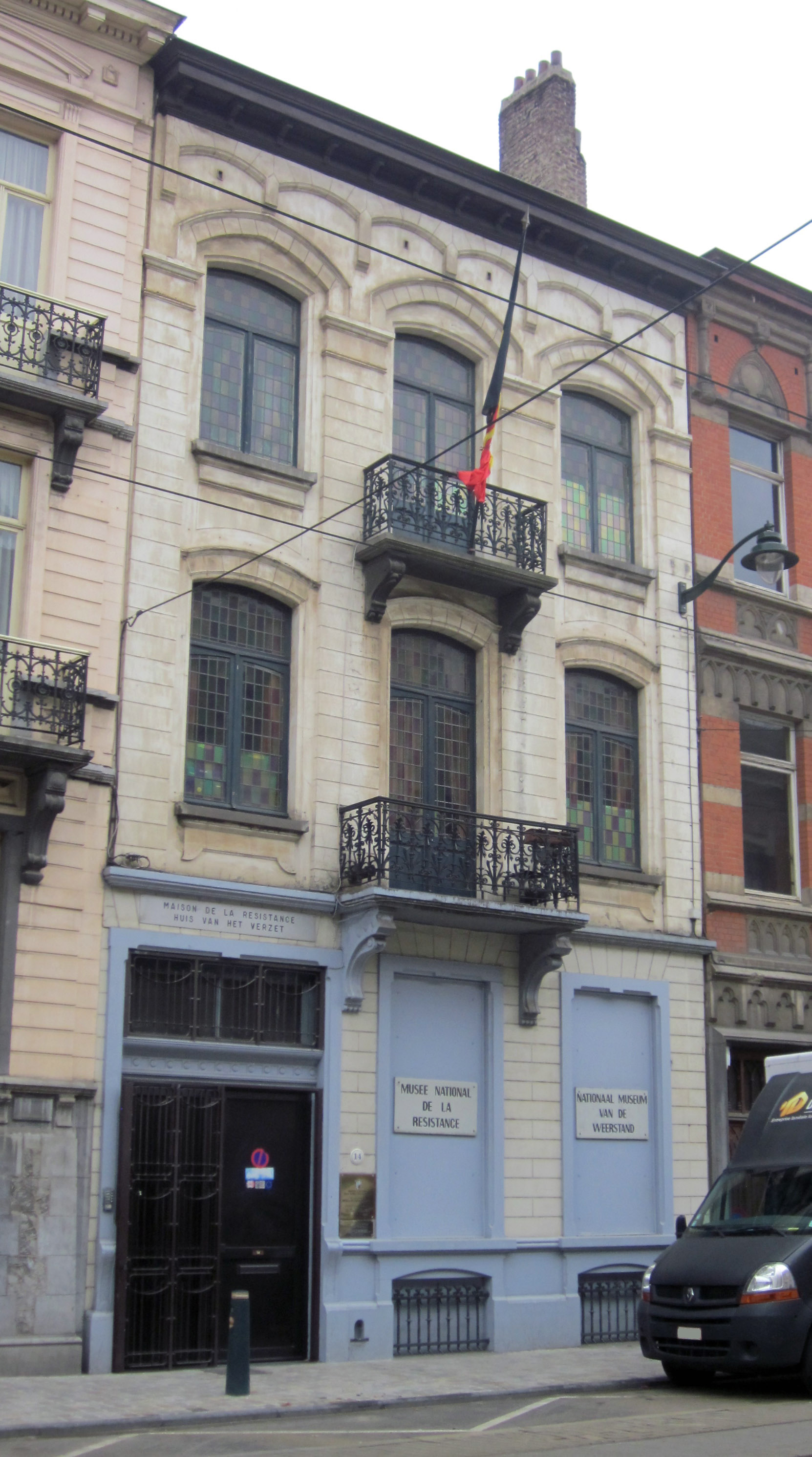
Das „Museum des Widerstands“ in Anderlecht

Im Februar 1944 fand die Sipo-SD die Rotationsmaschine, auf der der falsche Soir gedruckt worden war. Wenig später wurden Ferdinand Wellens und Théo Mullier verhaftet, ebenso andere, die an der Zeitung mitgearbeitet hatten, wie der Linotypist Julien Oorlynk und der Tiefdrucker Henri Vandevelde. Ihnen folgten Marc Aubrion, der Typograf Pierre Balencourt, Jean Hella, der Betreiber des Cafés, in dem die Zeitungen gelagert worden waren, sowie später Alfred Fourcroy, der die Aktion finanziert hatte. Beide überlebten. Aubrion wurde zum Tode verurteilt, aber die Verurteilung in 15 Jahre Gefängnis umgewandelt; er wurde in ein Konzentrationslager in Bayreuth deportiert, das am 14. April 1945 von den amerikanischen Streitkräften befreit wurde; bis an sein Lebensende litt er an den gesundheitlichen Folgen. Wellens starb am 28. Februar 1945 in der Gefangenschaft, und auch Mullier kehrte nicht zurück. Weitere 15 Personen wurden zu Freiheitsstrafen zwischen vier Monaten und fünf Jahren verurteilt. Insgesamt wurden 21 Personen verhaftet.

## Erinnerung und Rezeption
Im Jahr 1955 drehte der Brüsseler Regisseur Gaston Schoukens den Film Un soir de joie, der die Geschichte des falschen Soir erzählte.
Im Juni 1972 wurde in Anderlecht das Musée national de la Résistance / Nationaal Museum van de Weerstand eröffnet. Es befindet sich in dem ehemaligen Fotogravur-Studio Lauwers, wo während des Krieges die Druckplatten des Faux Soir hergestellt worden waren.
In Brüssel befindet sich neben dem Eingang zum Lycée Henriette Dachsbeck in der Rue de Ruysbroeck 35 eine Tafel, die daran erinnert, dass sich in diesem Gebäude die Druckerei von Ferdinand Wellens befand.